# Justiniano Posse
Justiniano Posse é um município da província de Córdoba, localizada no centro da Argentina.